# 昭和町 (臺北市)
昭和町為臺灣日治時期臺北市的住宅區，伴隨台北帝國大學等學校的設立而發展，範圍約為昭和町大學住宅（大學官舍）一帶，町名因該區域為昭和時代初期所規劃而得名。台北帝大的教授因地利之便而居住的昭和町，在當時可說是台灣頂尖的研究者聚集的文教區，戰後此地設有龍安里，今青田街、永康街、溫州街與和平東路一段之一部均在此地內。

## 設施
- 昭和町郵便局（現台北青田郵局）
- 昭和町教會（現和平基督長老教會）
- 昭和町市場（現錦安市場）
- 昭和町大學住宅（大學官舍）

## 昭和町區
昭和町區，又作昭和區，為臺灣日治時期臺北市的90區及後期61區的其中之一。
根據昭和16年（1941年）8月16日版《臺北市報》，廢止「大安第一區」及「大安第二區」，成立「堀川町區」、「昭和町區」、「大安區」。昭和町區之區域範圍為大安之內三張犁道路以南、第一號公園道路線及沿線以西、福住町、錦町町界線沿線以南。
1944年台北市役所發佈第七號告示設立昭和區，區域範圍是大字大安（清代大安庄，戰後地籍的大安段）一號公園道（現在的建國南路及辛亥路一段）以西、三張犁道路（現在的信義路）以南、特一號道路（堀川，現在的新生南路）以東；錦町（戰後地籍的錦安段）福住町（戰後地籍的福住段）界線及延長線（現在的金華街）以南；古亭町（戰後地籍的古亭段）台北高等學校（現在的國立台灣師範大學）西側溝渠以東。因此昭和區範圍含蓋福住町、古亭町、大安各一部份，此地居民屬昭和區，地理上土地仍分屬福住町、古亭町、大安。